# Митчелл, Келси
Келси Митчелл (англ. Kelsey Mitchell; род. 12 ноября 1995 года в Цинциннати, штат Огайо, США) — американская профессиональная баскетболистка, выступает в женской национальной баскетбольной ассоциации за клуб «Индиана Фивер», которым была выбрана на драфте ВНБА 2018 года в первом раунде под вторым номером. Играет на позиции разыгрывающего защитника.

## Ранние годы
Келси родилась 12 ноября 1995 года в городе Цинциннати (Огайо), дочь Марка Митчелла, у неё есть сестра-близнец, Челси, училась же она в соседнем городке Шаронвилл в средней школе Принстон, в которой защищала цвета местной баскетбольной команды.